# Tischgedeck

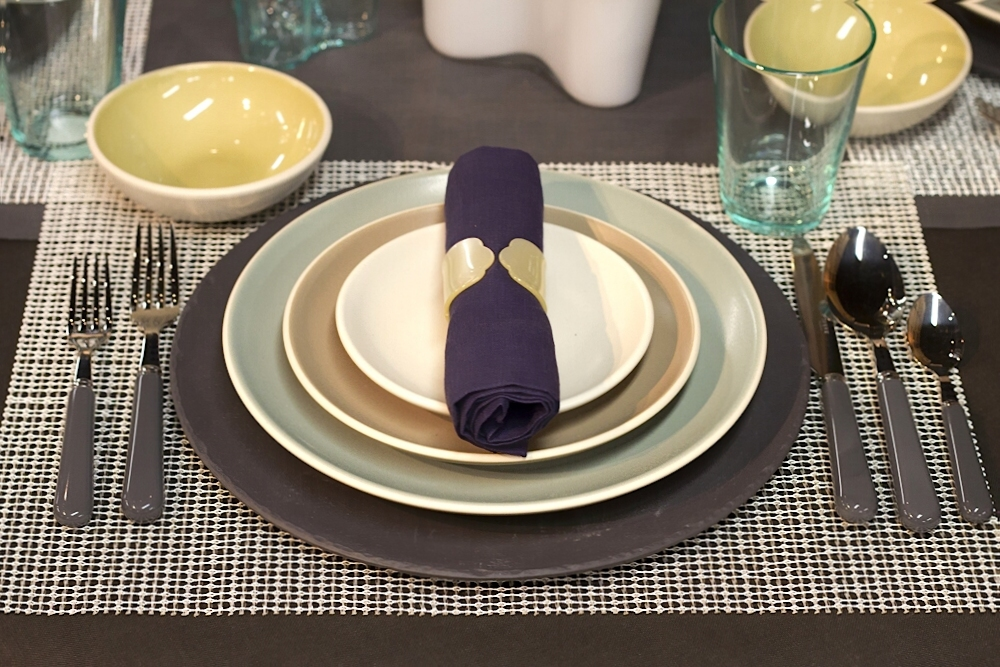
Tischgedeck für ein mehrgängiges Menü (um 2010)

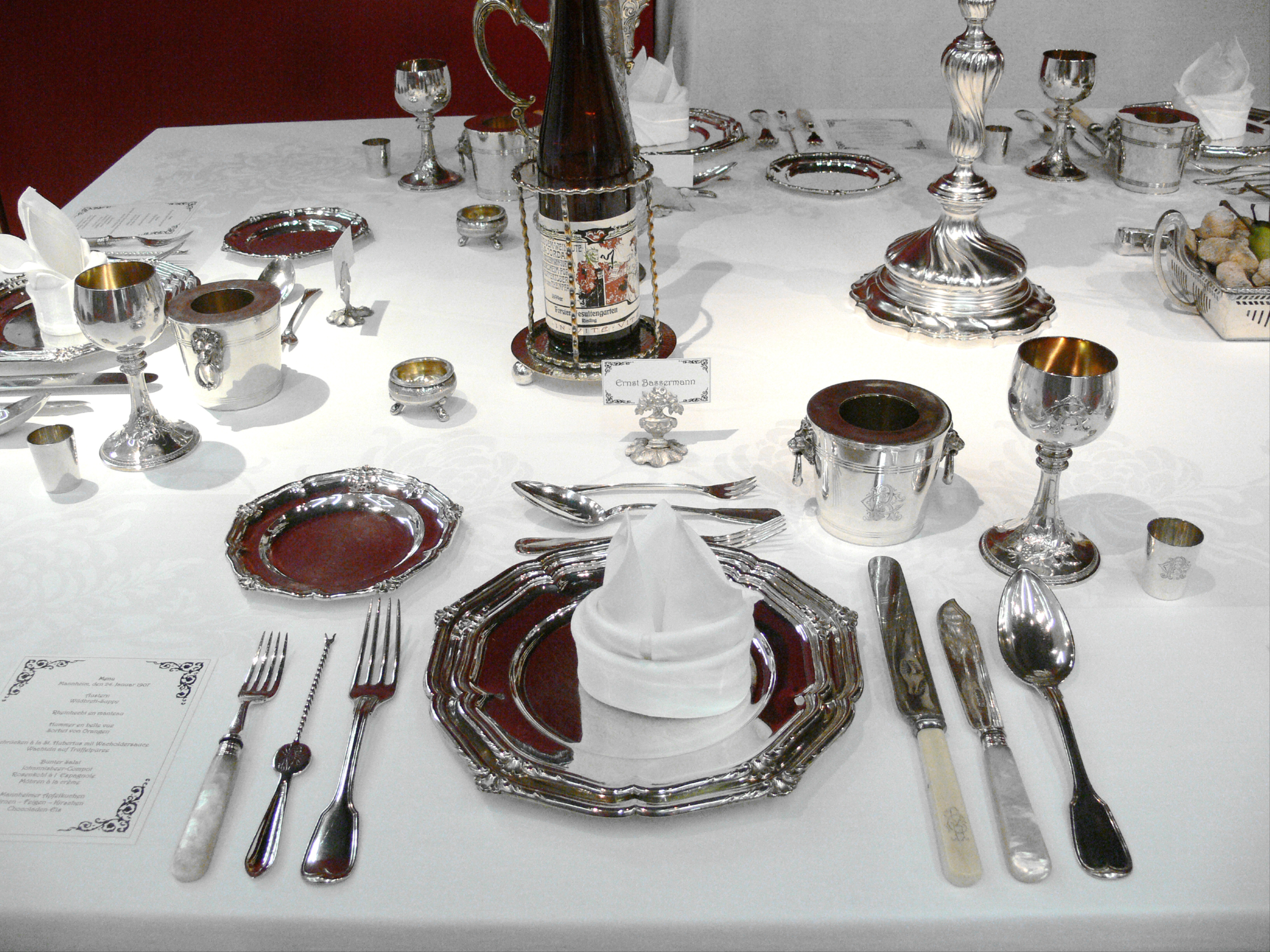
Komplettes Gedeck mit Silberware (1907)

Das Tischgedeck (französisch couvert) ist die Ausstattung und Anordnung von Essbesteck und Geschirr sowie von etwaigem Zubehör wie Servietten und Tischkarten etc. und Dekoration auf dem Esstisch für jeweils eine Person. Es steht für den Gast bereit, bevor er Platz genommen hat, und kann während des Essens ergänzt werden.
Historisch gehörte in Privathaushalten mit Hauspersonal das Tischglöckchen zum Gedeck des Gastgebers.

## Zweck
Das Gedeck ist abhängig von der Serviceart, dem Anlass und der Tageszeit (eine Kaffeetafel ist beispielsweise weniger aufwändig gedeckt als ein Gedeck für ein abendliches Festessen). Die Ausstattung erfolgt in der Regel je nach sonstigem Umfeld (Interieur) des privaten Esszimmers bzw. -tisches oder des Gaststättentyps und -niveaus sowie je nach Anlass und Menü. Die Palette reicht vom einfachen Gedeck mit Essbesteck, Teller und Trinkglas bis hin zum „kompletten Gedeck mit Tafelsilber“ für mehrgängige Festessen und Galadiners etc.
Das Gedeck stellt einen Ausdruck von Gastlichkeit dar. Es soll den Gästen Wohlbefinden und durch ein stimmiges Ensemble Ordnung und Eleganz vermitteln. Dadurch wird der Gesamteindruck der Tafel positiv unterstrichen und der Benutzer zum Verzehr angeregt. Ein Merkmal unterschiedlicher Aufwändigkeit ist auch der Abstand zwischen den Gedecken und wird bei der Einstufung von Restaurants in eine Bewertung (Gastroführer u. ä.) einbezogen.

## Gedeck als Grundpreis im Restaurant
Das Gedeck bezeichnet in einigen Ländern (Österreich, Italien) einen Grundpreis für jeden Restaurant- oder Café-Gast, der in Rechnung gestellt wird, oft rund drei Euro.

## Bestandteile
Tischgedecke der gehobenen Art – im privaten Umfeld wie auch in der Gastronomie – können aus mehreren Gläsern und Tassen, Tellern sowie mehreren Besteckteilen bestehen, wobei letztere je nach Menüfolge von außen nach innen benutzt werden sollen. Die Gläser und Tassen werden nur entsprechend den servierten Getränken benutzt. Gläser werden zumeist der Größe nach aufgestellt, das kleinste rechts bzw. vorne, das größte links bzw. hinten.
Das Gedeck ist Bestandteil des Tafelarrangements, zu dem auch vielfältige Ergänzungsteile gehören können, so zum Beispiel:
- Servietten, teils auch mit Serviettenring
- Platzteller
- Tischauflagen (Tischdecken, Tischläufer, Tischset)

- Gewürzstreuer, teils auch als Menagen bzw. Plattmenagen mit Gewürzen etc., oder Gewürzmühlen
- Weinkühler
- Wein- und Wasserkaraffen
- Untersetzer für Flaschen und Karaffen

- Tischkärtchen mit dem Namen des Gastes, teils auch mit Tischkartenhalter
- Menükarten mit Angabe der individuellen Speisenfolge und der dazu ausgewählten Weine etc. sowie teils auch mit Angabe des Anlasses bei Festessen etc.

- Tischdekoration wie Kerzen, kleine Skulpturen, Tafelaufsätze, Blüten und Blumensträuße
- Fingerschale
- Zahnstocher, meist aus Hygienegründen in Einzelverpackungen, teils auch in Zahnstocherhaltern oder -behältern

## Gedeckregeln

Bestimmung der Gedeckmitte

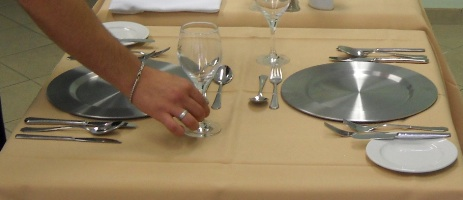
Platzieren des Richtglases

Als Couvert oder Tischgedeck bezeichnet man die vorab eingedeckten Tafelgefäße und -geräte für eine Person. Je nach Mahlzeit bzw. nach Menü werden passend zu den Speisen und Getränken die Besteck- und Geschirrteile auf den Tisch gestellt. Auch hier werden vorgegebene Regeln befolgt.
- Die Gedeckmitte wird mit dem Platzteller oder der Mundserviette bestimmt.
- Das Besteck wird in der umgekehrten Reihenfolge des Menüs eingedeckt. Begonnen wird mit den Messern für den Hauptgang auf der rechten Seite des Couverts. Diese liegen mit der Schneide zum Teller. Dem folgen die Gabeln auf der linken Seite. Der Löffel für die Suppe kommt rechts neben das Messer für den Hauptgang. Dabei verwendet man das große Besteck. Zu einer klaren Suppe wird ein Suppentassenlöffel, ersatzweise der Mittellöffel gelegt, denn sie wird in einer Suppentasse serviert. Eine gebundene Suppe kommt im tiefen Teller und dazu wird ein großer Löffel gereicht. Für die Vorspeise verwendet man Mittel-, Entremet-Besteck oder Spezialbesteck, das in der gleichen Reihenfolge wie das große Besteck für den Hauptgang auf den Tisch gelegt wird.
- Alle Teile des Essbestecks sowie der Platzteller sollten etwa 1 cm von der Tischkante entfernt positioniert sein.
- Bei Nachspeisen gibt es verschiedene Varianten. Für die meisten Desserts wird das Entremet-Besteck verwendet, für einen Käsegang das Mittelbesteck. Dabei liegt immer das „gefährlichere“ Besteckteil näher an der Gedeckmitte, also für den Käse erst das Messer, dahinter die Gabel, bei den Desserts erst die Gabel, dahinter der Löffel. Ist Käse und Dessert vorgesehen, werden Messer und Gabel für den Käse und ein Löffel für das Dessert eingedeckt, die Gabel für das Dessert wird nachgedeckt. Die Griffe zeigen in Richtung der Gedeckseite, zu der die Besteckteile vor dem jeweiligen Gang „herunter gezogen“ werden.
- In den meisten Sachbüchern gilt die Regel, dass auf der rechten Gedeckseite maximal vier, auf der linken und oberhalb höchstens drei Besteckteile liegen dürfen. Der Butterstreicher wird nicht mitgezählt.
- In der Regel werden Weingläser passend zu den gereichten Getränken verwendet. Das Richtglas steht genau über dem Messer für den Hauptgang auf der Höhe des Entremet-Bestecks. In der Regel wird ein Rotweinglas verwendet, da in der Menüfolge meist dunkleres Fleisch im Hauptgang angeboten wird. Zur Vorspeise folgt dann ein Weißweinglas, das im 45-Grad-Winkel zur Tischkante neben das Rotweinglas gestellt wird.[4]
- Zusätzlich wird ein kleiner Teller mit einem Durchmesser von ca. 16 cm als Brotteller links bzw. links oben des Gedeckes platziert. Wird Butter oder ein anderer Brotaufstrich gereicht, wird ein Butterstreicher auf dem rechten Rand des Tellers mit der Schneide nach links eingedeckt.
- Beim Frühstück werden anstelle der Gläser eine Tasse mit Untere, anstelle des Brottellers ein Eierbecher (gegebenenfalls mit Unterteller) eingedeckt.